# Erebus and Terror Gulf
Erebus and Terror Gulf – zatoka na Morzu Weddella między Dundee Island a Seymour Island.

## Geografia
Erebus and Terror Gulf leży między Dundee Island a Seymour Island na Morzu Weddella na północny wschód od Półwyspu Antarktycznego. Od zachodu zatokę ograniczają Andersson Island, Tabarin Peninsula, Vega Island i Wyspa Jamesa Rossa. 

## Historia
Zatoka została zmapowana na przełomie 1842 i 1843 roku przez brytyjskiego badacza Antarktydy Jamesa Clarka Rossa (1800–1862) podczas jego ekspedycji w latach 1839–1843. Ross nazwał ją na cześć swoich dwóch statków – „Erebus” i „Terror”.
Szwedzka Wyprawa Antarktyczna (1902–1904) ponownie zmapowała zatokę. W latach 1945–1954 zatoka została zbadana przez Falkland Islands Dependencies Survey.